# Municipi de Vejle
El municipi de Vejle és un municipi danès que va ser creat l'1 de gener del 2007 com a part de la Reforma Municipal Danesa, integrant els antics municipis de Børkop, Egtved (excepte la parròquia de Vester Nebel que es va integrar al municipi de Kolding), Give, Jelling i Vejle, a més de la parròquia de Grejs procedent de l'antic municipi de Tørring-Uldum. El municipi és situat al sud de la península de Jutlàndia, a la Regió de Syddanmark, abastant una superfície de 1066 km². Forma part de la Regió metropolitana de l'est de Jutlàndia.
Un atractiu turístic i cultural del municipi són les pedres de Jelling amb inscripcions rúniques, i l'església de Jelling declarades Patrimoni de la Humanitat per la UNESCO el 1994. En aquesta zona també hi ha grans túmuls funeraris de finals del segle x.
La ciutat més important i seu administrativa del municipi és Vejle (50.654 habitants el 2009), situada al fons del fiord de Vejle. Altres poblacions del municipi:
- Ågård
- Andkær
- Børkop
- Bredal
- Bredsten
- Brejning
- Egtved
- Farre
- Gadbjerg
- Gårslev
- Give
- Givskud
- Grejs
- Grønbjerg
- Høl
- Hvidbjerg
- Jelling
- Jerlev
- Kollemorten
- Nørre Vilstrup
- Nørup
- Ny Højen
- Ny Nørup
- Ødsted
- Østengård
- Randbøldal
- Skærup
- Skibet
- Smidstrup
- Thyregod
- Vandel
- Vonge

## Consell municipal
Resultats de les eleccions del 18 de novembre del 2009:
| Partit                       | vots  | % vots |
| ---------------------------- | ----- | ------ |
| Socialdemokratiet            | 13824 | 26,4   |
| Det Radikale Venstre         | 1899  | 3,6    |
| Det Konservative Folkeparti  | 4416  | 8,4    |
| Socialistisk Folkeparti      | 7787  | 14,9   |
| Kristendemokraterne          | 349   | 0,7    |
| Borgerlisten                 | 286   | 0,5    |
| Medmenneskelisten            | 81    | 0,2    |
| Dansk Folkeparti             | 6576  | 12,6   |
| Venstre                      | 16705 | 31,9   |
| Enhedslisten - De Rød-Grønne | 407   | 0,8    |

### Alcaldes
| Alcalde               | Període               | Partit            |
| --------------------- | --------------------- | ----------------- |
| Leif Skov             | 1-1-2007 a 31-12-2009 | Socialdemokratiet |
| Arne Sigtenbjerggaard | 1-1-2010 a 31-12-2013 | Venstre           |